# Mariano Ospina Chaparro
Mariano Ospina Chaparro (Bogotá, 12 de octubre de 1854-Bogotá, 26 de diciembre de 1942) fue un político y militar colombiano, que se desempeñó como Gobernador del Departamento de Facatativá.

## Biografía
Nació en Bogotá en octubre de 1854, hijo de Pastor Ospina Rodríguez y de Carlota Chaparro Bonilla. Hermano del coronel Sebastián Ospina Chaparro.
A la corte edad de siete años, su padre, junto con su tío Mariano Ospina Rodríguez, fue capturado por el ejército revolucionario de Tomás Cipriano de Mosquera, quien ya había derrocado su gobierno, y fue condenado a muerte, pero la condena les fue conmutada por la de cadena perpetua. De allí logró huir, gracias a la ayuda de Enriqueta Vásquez Jaramillo, y se exiliaron en Guatemala. En 1867, el resto de la familia partió a Guatemala.
Allí estudió ingeniería agrícola y en 1873, fallecido su padre, regresó a Colombia. Cuando estalló la Guerra de las Escuelas, en 1876, Ospina Chaparro se unió a las fuerzas insurrectas del conservadurismo, que se alzaron en contra del gobierno de Aquileo Parra. En esta contienda combatió en compañía de su hermano, quien organizó la Guerrilla de Guasca, y participaron en las batallas de La Calleja, Guadalupe, Cerro Gordo, El Chochal y en La Donjuana, esta última donde murió Sebastián Ospina. En esta batalla, cuando fue a reclamar el cuerpo de su hermano, fue capturado por las tropas liberales y encarcelado en Pamplona, de donde huyó algunos meses después.
Ya con el grado de teniente coronel, y tras el fin de la guerra, viajó a Ubalá, donde se dedicó a continuar los negocios dejados por su hermano. En 1881 se casó con Belisa Bernal.
Cuando la Regeneración se expandió por todo el país, regresó a Bogotá a finales de 1884, lugar donde se dedicó a apoyar el movimiento liderado por Rafael Núñez. El 1 de enero de 1885, dirigió una cabalgata de más 1.300 jinetes, conformada por militares, los cuales desfilaron frente al Palacio de San Carlos; las personas presentes en el acto más adelante se convertirían en los jefes del ejército colombiano durante la Regeneración. Ese mismo año, fue ascendido al grado de Coronel por el ministro de Guerra, Antonio Basilio Cuervo, y fue nombrado jefe del Batallón 6.º de Guasca.
En la guerra civil de 1884, estuvo bajo las órdenes del general Manuel Briceño y participó de las campañas de Bolívar y Antioquia; en ese conflicto participó junto a sus primos Pedro Nel Ospina y Mariano Ospina Vásquez. Posteriormente fue nombrado inspector general de Educación y prefecto de la Provincia de Guatavita, cargo que ejerció hasta finales de 1890, cuando regresó a Ubalá.
En 1894 fue elegido Senador, ejerciendo el puesto hasta 1895, cuando estalló una nueva guerra civil y los liberales se levantaron en varios departamentos del país. En esa guerra fue ascendido a General de Brigada por Rafael Reyes, general bajo cuyas órdenes estaba, por lo que participó de la Batalla de Enciso, que puso fin a la guerra.
Cuando los liberales, comandados por Rafael Uribe Uribe, se rebelaron en octubre de 1899, dando inicio a la Guerra de los Mil Días, Ospina Chaparro fue encargado de las tropas del gobierno en Cundinamarca. Después de que Avelino Rosas sitiara Villavicencio, Ospina lideró el contraataque, que resultó exitoso y obligó a Rosas a retroceder hasta Tolima, y huir al sur del país. Entre 1900 y 1901 se encargó de atacar a las guerrillas liberales de Aristóbulo Ibáñez y de Ramón Marín que rondaban Bogotá, expulsándolas con éxito. En enero de 1901 fue ascendido a general en jefe. En diciembre de 1902 combatió y derrotó con éxito, en compañía del general Nicolás Perdomo, a las tropas liberales de Rafael Uribe Uribe, que había lanzado una invasión desde Venezuela; la derrota fue tal que el ejército rebelde fue completamente desarticulado y Uribe Uribe huyó a Venezuela. La guerra terminó en noviembre de1902.
En 1904 Ospina fue elegido Representante a la Cámara, en 1906 fue nombrado intendente del Territorio Nacional del Meta, en 1908 fue gobernador del Departamento de Facatativá y en 1910 intendente del ejército. Siendo gobernador, introdujo la siembra comercial de arroz en los llanos orientales, utilizando mano de obra presa.
En 1912 volvió a dedicarse a las actividades agrícolas, en el Valle del Cauca, permaneciendo retirado de la vida pública, hasta 1932 cuando solicitó un puesto militar en la Guerra contra Perú. Ospina Chaparro murió en su ciudad natal, en diciembre de 1942.